# Женшково
Женшково (пол. Rzęszkowo) — село в Польщі, у гміні Вижиськ Пільського повіту Великопольського воєводства.
Населення — 113 осіб (2011).
У 1975-1998 роках село належало до Пільського воєводства.

## Демографія
Демографічна структура станом на 31 березня 2011 року:
|          | Загалом | Допрацездатний вік | Працездатний вік | Постпрацездатний вік |
| -------- | ------- | ------------------ | ---------------- | -------------------- |
| Чоловіки | 53      | 12                 | 34               | 7                    |
| Жінки    | 60      | 20                 | 33               | 7                    |
| Разом    | 113     | 32                 | 67               | 14                   |